# Linda Snoeij
Linda Snoeij (* 8. Juni 1968) ist eine niederländische Sängerin. Mit dem Pseudonym L-Vira hatte sie 1985 ihren einzigen Solo-Hit namens Talkin 'bout Rambo.

## Hintergrund
Als 15-Jährige wurde Linda Snoeij bei einem Nachwuchswettbewerb entdeckt. Produzent und Manager Aad Klaris präsentierte ihr nach einigen Monaten den englischsprachigen Titel Talkin 'bout Rambo. Mit Dschungel-Outfit und Stirnband präsentierte die junge Frau, die vorher nur auf Niederländisch gesungen hatte, den Song und konnte damit in Deutschland und den Niederlanden die Charts erreichen. Weitere Erfolge blieben dem „One-Hit-Wonder“ L-Vira verwehrt.
Das „L“ in ihrem Künstlernamen stand für ihren wirklichen Namen Linda.
Anfang der 1990er Jahre war sie kurzzeitig Background-Sängerin bei Schlagersänger Marco Borsato und versuchte sich danach als Linda Michelle mit eigenen Songs, die sich aber nicht erfolgreich platzieren konnten. Ab 1996 war sie für vier Jahre Mitglied der Frauen-Vokalgruppe Mrs. Einstein und nahm damit beim Eurovision Song Contest 1997 in Dublin teil, bei dem lediglich der drittletzte Platz erreicht wurde. Sie blieb dem Backgroundgesang treu und unterstützte den Schlagersänger Wolter Kroes bei Aufnahmen und Liveauftritten.
Seit 2017 ist sie wieder Mitglied bei Mrs. Einstein. Zusammen mit ihrem Ehemann betreibt sie das italienische Restaurant „Casa Caminita“ in Krimpenerwaard.